# Frederiksberg Kerk
De Frederiksberg Kerk (Deens: Frederiksberg Kirke) is het oudste kerkgebouw in  Frederiksberg in de gelijknamige Deense gemeente. De kerk werd voltooid in 1734 en werd volgens een voor Denemarken ongewoon achthoekig ontwerp in barokke stijl gebouwd.

## Geschiedenis

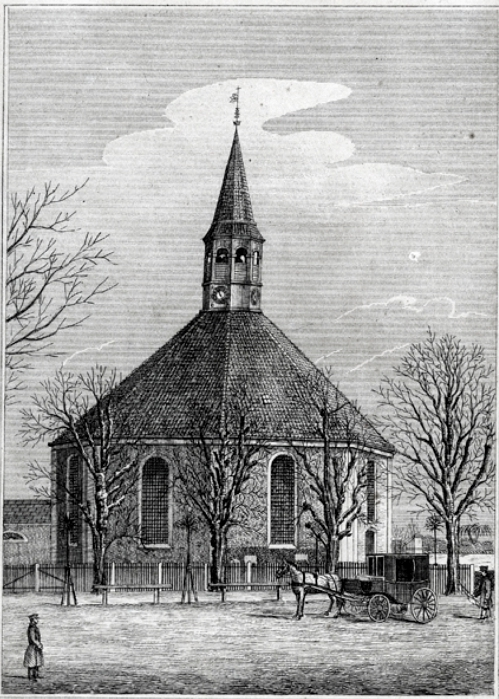
De kerk in 1864

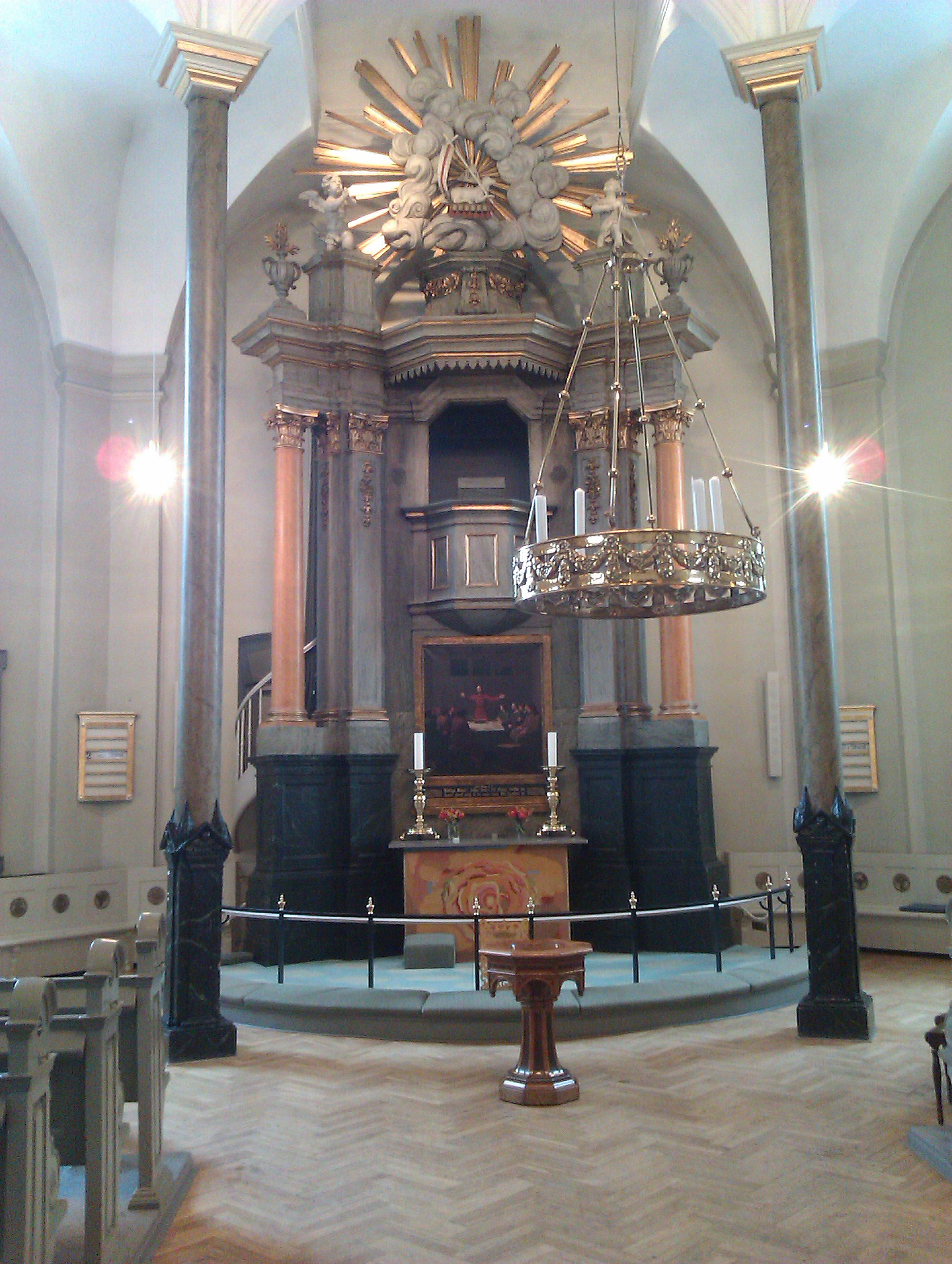
Kanselaltaar

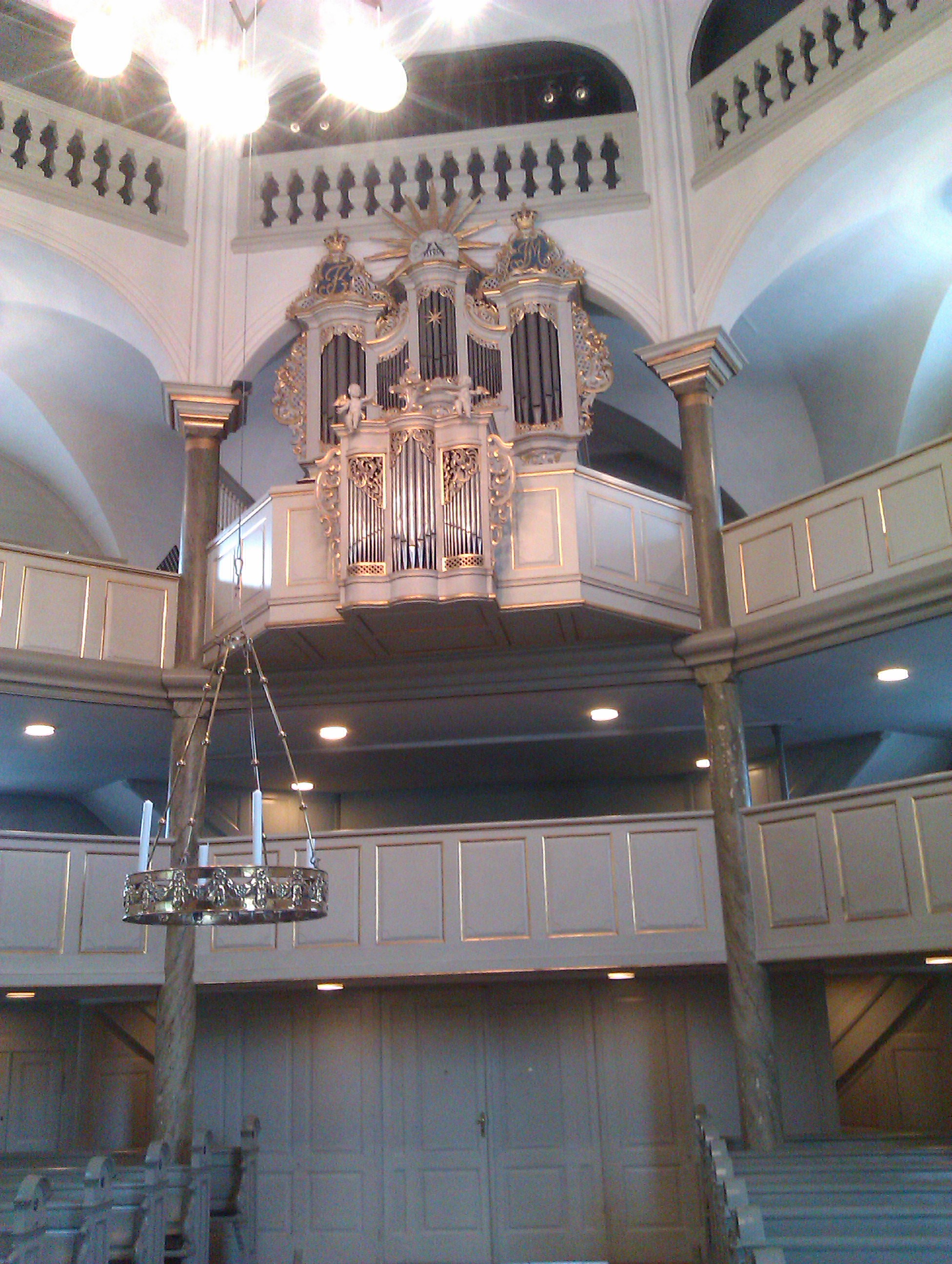
Orgel

Frederiksberg werd opgericht toen koning Christiaan III van Denemarken 20 Nederlandse gezinnen uit Amager naar het gebied liet overbrengen, dat bekend werd als Ny Hollænderbyen (Nieuwe Nederlandse stad) of Ny Amager. De bewoners van deze gemeenschap bouwden in 1653 een kleine houten kerk aan de andere kant van de straat van de huidige Frederiksberg Kerk, ongeveer daar waar tegenwoordig het Storm P. Museum staat. Het werd in 1658 neergebrand door de Zweedse troepen tijdens de aanval op Kopenhagen in de Tweede Noordelijke Oorlog. Na de oorlog vestigde de Nederlandse gemeenschap zich opnieuw in het gebied, maar getroffen door de diepe armoede werd een nieuwe kerk niet eerder dan in 1681 gebouwd.
In het begin van de 18e eeuw veranderde het gebied drastisch toen koning Frederik IV het slot Frederiksberg op een nabijgelegen heuvel liet bouwen. De Nederlandse boeren werden gedwongen het gebied te verlaten, dat vanaf 1710 de naam Frederiksberg kreeg.

## Nieuwe kerk
In 1732 werd uiteindelijk besloten om een nieuwe kerk te bouwen. De koning droeg met 2.000 rijksdaalders en het ter beschikking stellen van een stuk bouwgrond bij aan de bouw en zijn zuster, prinses Sophia Hedwig, schonk zelfs haar hele inkomen uit de tienden voor het jaar 1732 aan de nieuwbouw. De Franse architect Felix Dusart werd belast met het ontwerp van de nieuwe kerk. Hij was na de grote stadsbrand in 1728 vanuit Nederland naar Denemarken gekomen om er te werken aan de wederopbouw van de stad en werkte vooral voor de Nederlands-Deense architect Philip de Lange.
De kerk werd ingewijd op 6 januari 1734, in aanwezigheid van koning Christiaan VI en kroonprins Frederik door Christian Worm, de bisschop van Seeland. Vanuit de oude kerk werden de klokken overgebracht naar de nieuwe kerk. Ze werden later herhaaldelijk gerepareerd en uiteindelijk geheel vervangen. De kleinste klok bleef echter gedeeltelijk bewaard. De rest van de oude kerk werd op 23 februari op een veiling verkocht voor de prijs van ruim 211 rijksdaalders.
Bij koninklijk besluit werd in 1736 besloten dat de kerk een eigen predikant kreeg en dat de burgers van de voorstad Vesterbro bij de kerk werden ingedeeld.
In de loop van de 19e en 20e eeuw werd de kerk meerdere keren aangepast en gemoderniseerd. In 1824 werd de huidige pastorie gebouwd en in 1865 vond verlenging van het kerkgebouw naar het westen plaats door de bouw van een portaal, terwijl de oude ingangen, een voor mannen en een voor vrouwen, werden dichtgemetseld.
In 1868 ging het eigendom van de kerk over van de staat naar de gemeente en in 1898 werd het een onafhankelijk kerkgebouw.

## Architectuur
De Frederiksberg Kerk is een achthoekige kerk met een piramidevormig dak, dat bekroond wordt met een torenspits. Het dak was oorspronkelijk bedekt met dakpannen, die in 1876 door leisteen werden vervangen.

## Kerkinventaris
Het oorspronkelijke orgel uit 1754 had 10 registers en werd gebouwd door Hartvig Jochum Müller. De eerste organist was Joachim Conrad Oehlenschläger, vader van de dichter Adam Oehlenschläger. Het huidige orgel is het derde orgel van de kerk en werd in 1947 door Marcussen & Søn gebouwd. Het heeft 34 registers op drie manualen en vrij pedaal.
Altaar en preekstoel vormen één geheel, dat werd gebouwd door de beeldhouwer Johan Christopher Hübner en de timmermeester Christian Holfeldt. Het altaarschilderij uit 1841 werd geschilderd door C.W. Eckersberg en heeft als thema het Heilig Avondmaal.
Op 16 januari 1873 werden de twee herdenkingsplaquettes van de kerk ingehuldigd. Eén herinnert aan de gevallen soldaten tijdens de Tweede Duits-Deense Oorlog en de andere aan Adam Oehlenschläger.

## Kerkhof
Bij de kerk ligt de Oude Begraafplaats, die teruggaat tot 1732. Veel bekende Denen vonden hier hun laatste rustplaats.